# Kaivotalo
Le Kaivotalo est un immeuble situé dans le quartier Kluuvi dans le centre-ville d'Helsinki en Finlande.

## Présentation
L'édifice commercial est conçu par Pauli Salomaa et construit en 1955 au 10, rue Kaivokatu en face de la gare centrale d'Helsinki et au voisinage de Makkaratalo et de Kalevan talo.
Le bâtiment est à proximité de la station de métro Rautatientori et du tunnel de la gare. 
Au rez de chaussée, un chemin piétonnier mène à la place Kaivopiha, et de là, à l'ancienne et à la nouvelle maison des étudiants d’Helsinki en bordure de Mannerheimintie .